# The Orchid Album
Ne doit pas être confondu avec Orchid (album).

The Orchid Album (l'album des orchidées) est un ouvrage d'horticulture de Robert Warner et Benjamin Samuel Williams  consacré aux belles orchidées du monde entier, publié à Londres en onze volumes de 1882 à 1897, avec le concours de Thomas Moore pour les descriptions botaniques et de John Nugent Fitch pour le dessin et la réalisation des 528 lithographies en couleur.

Quelques planches extraites de l'album.
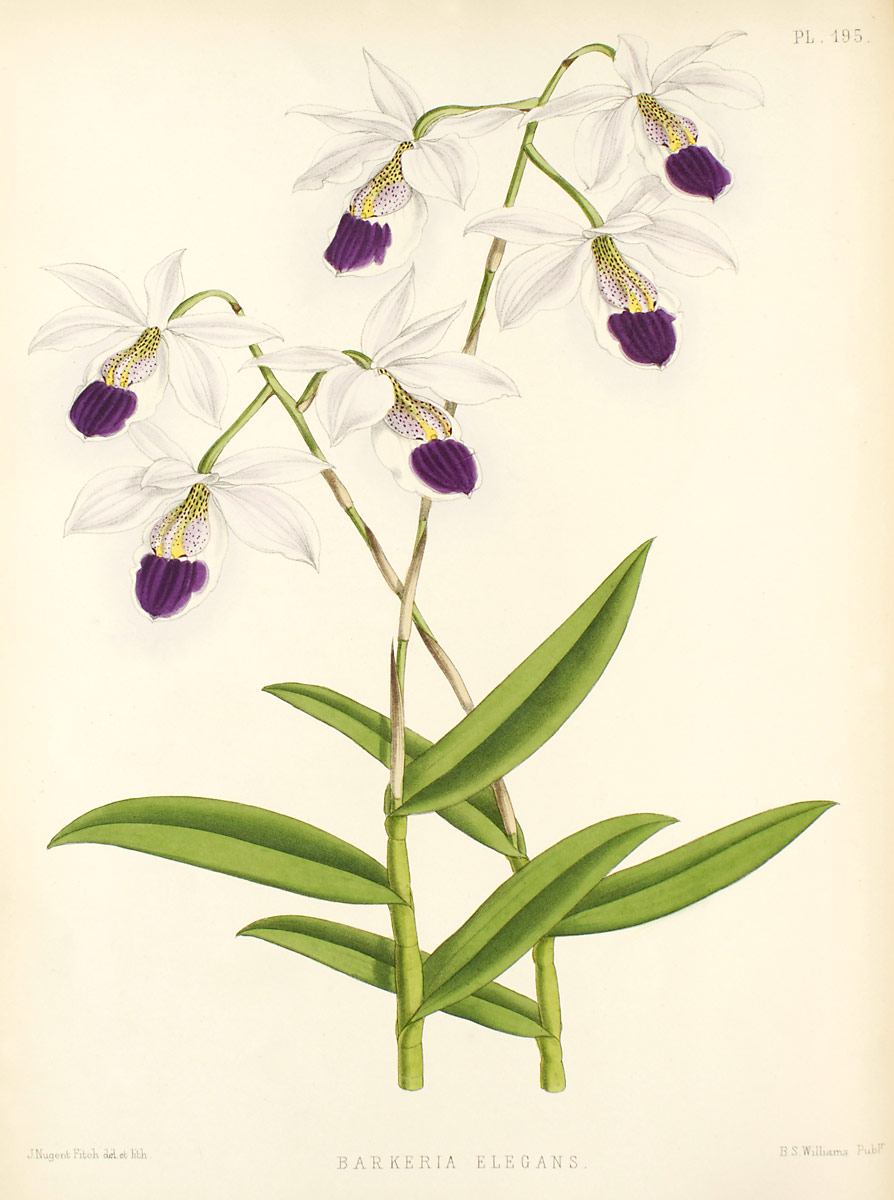
Barkeria uniflora
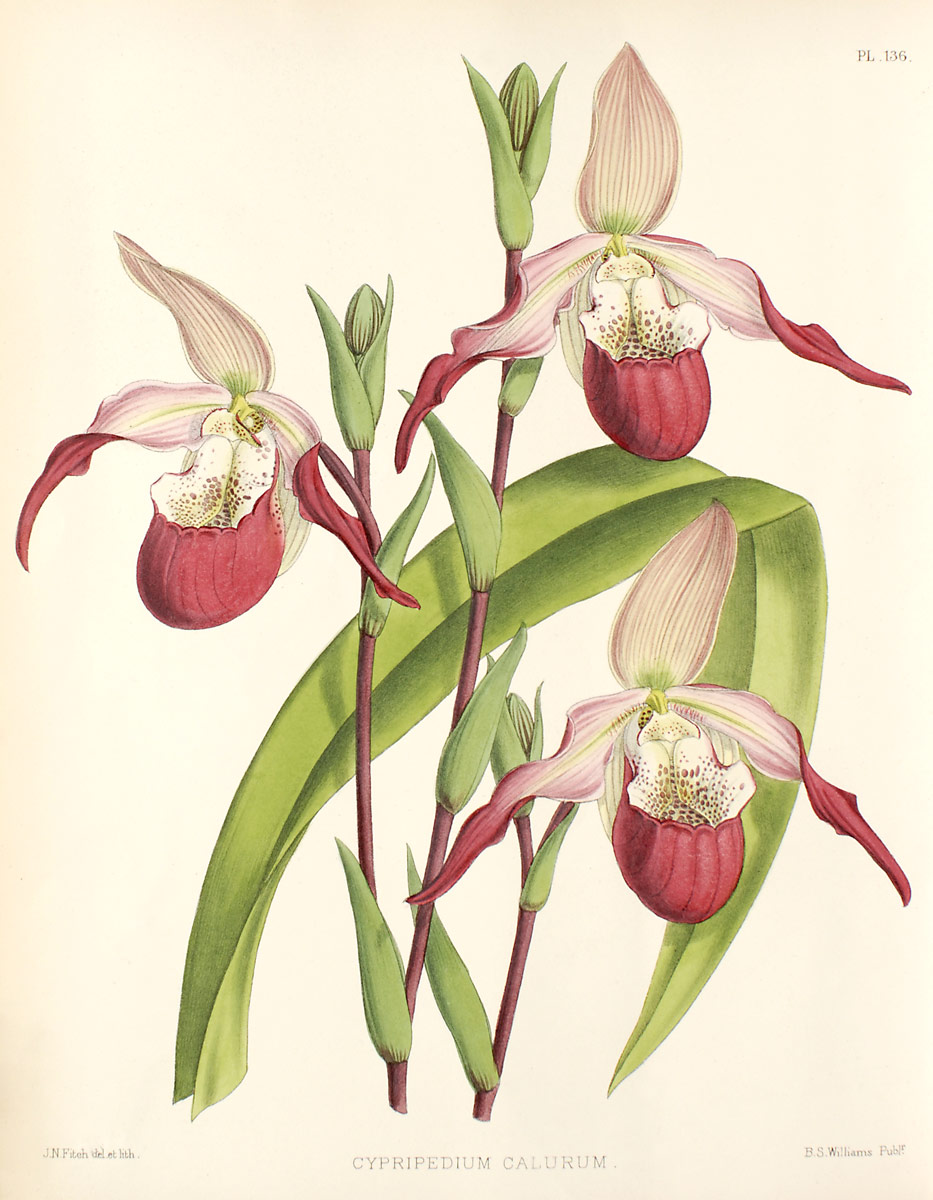
Pharamipedium × calurum
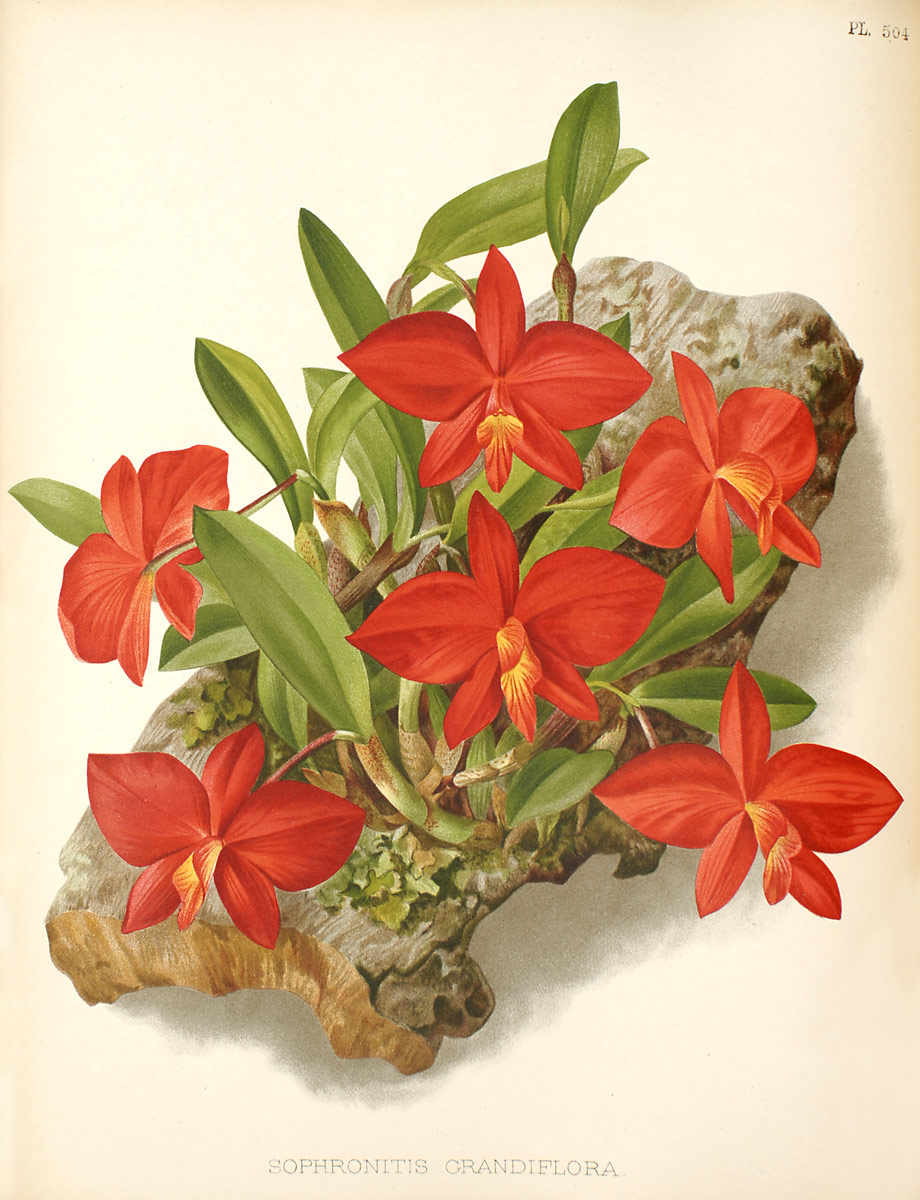
Sophronitis coccinea
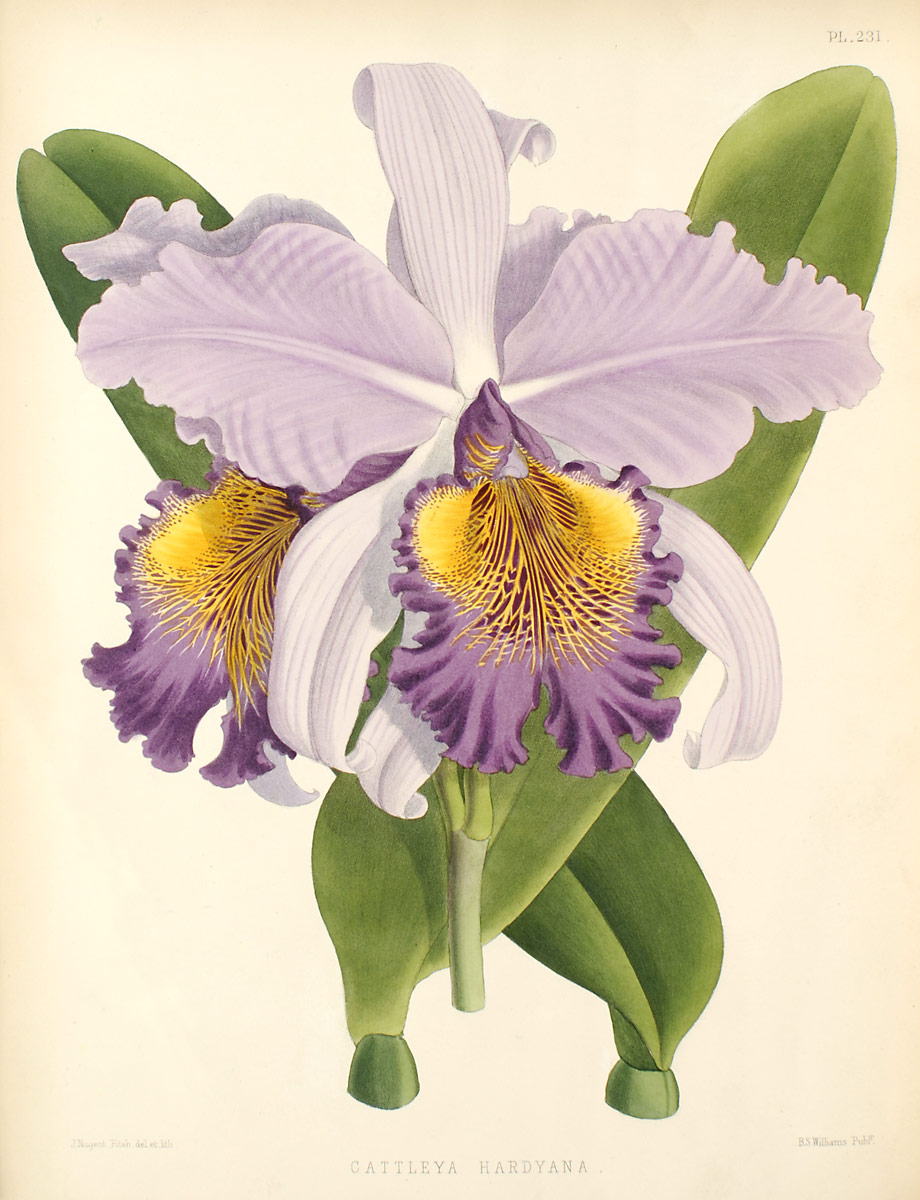
Cattleya × hardyana
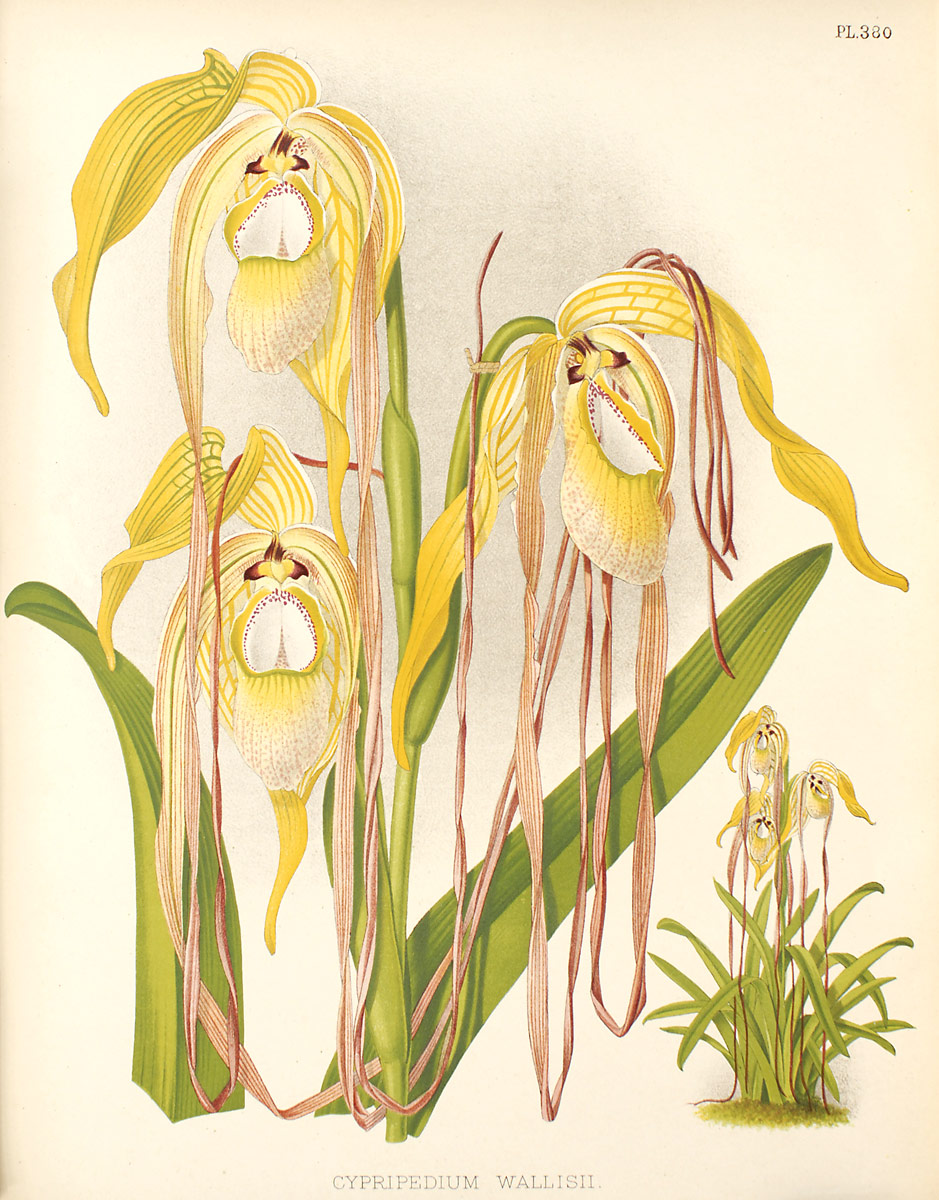
Phragmipedium warszewiczianum